# Latvajärvi (sjö i Rautjärvi, Södra Karelen)
Latvajärvi är en sjö i kommunen Rautjärvi i landskapet Södra Karelen i Finland. Sjön ligger 95,4 meter över havet. Den är 13,43 meter djup. Arean är 84 hektar och strandlinjen är 6,38 kilometer lång. Sjön  ingår i Vuoksens huvudavrinningsområde.   Den ligger omkring 64 km nordöst om Villmanstrand och omkring 270 km nordöst om Helsingfors. 
I sjön finns ön den lilla ön Ukonsaari (0,07 hektar). 